# الدين في إسبانيا
الدين في إسبانيا (2015).
الدين في إسبانيا الكاثوليكية 69.4٪ وغير مؤمن 15.9٪ والإلحاد 9.5٪ والأديان الأخرى 3.8٪.
لم تزل المسيحية الكاثوليكية الدين السائد في إسبانيا منذ حروب الاسترداد، وفيها أقلية من بقية المسيحيين ومن غير المسيحيين وهي على مستويات عالية من العلمنة في عام 2020. صنّف مركز بيو للأبحاث إسبانيا في المرتبة السادسة عشر من 34 دولة أوروبية من حيث مستويات التدين، فهي أدنى من إيطاليا والبرتغال وبولندا، ولكنها أعلى من المملكة المتحدة ودول الشمال. ليس في إسبانيا دين رسمي، والحرية الدينية محفوظة فيها، إذ ألغى الدستور الإسباني الصادر عام 1978 الكاثوليكية بوصفها دينًا رسميًّا، ولكن أقرّ بالدور الذي تلعبه في المجتمع الإسباني.
يعود حضور الكاثوليكية في شبه الجزيرة الأيبيرية إلى زمن الرومان. توسعت الإمبراطورية الإسبانية إلى جزر الفلبين وأمريكا اللاتينية، وهي الآن بلاد تسود فيها الكاثوليكية. ولكن العلمنة تنامت بقوة بعد انتهاء الدكتاتورية الفرانكوية. لا يعد الإسبانيون الدين واحدًا من أهم ثلاث قيم عندهم إلّا 3% منهم، وهي نسبة أقل من المتوسط الأوروبي (5%).
نشر مركز بيو للأبحاث عام 2019 استطلاعًا وجد أن 54% من الإسبانيين عندهم نظرة إيجابية للمسلمين، و76% عندهم نظرة إيجابية لليهود. اعتُبرت إسبانيا مقبرة المبشرين البروتستانتيين، فالبروتستانتيون في إسبانيا يشكلون 1% من مجموع السكان، و92% من قرى إسبانيا وعددها 8,131 ليس فيها أي كنيسة بروتستانتية إنجيلية.
حسب المركز الإسباني للأبحاث السوسيولوجية، فإن 68.3% من المواطنين الإسبانيين يسمون أنفسهم كاثوليكيين (منهم 46.8% غير ملتزمين، و21.5% ملتزمون) و2.6% يعتنقون أديانًا أخرى (منها الإسلام والمسيحية الكاثوليكية والبوذية وغيرها)، و27.9% يسمون أنفسهم ملحدين، و7.3% لا أدريين، و8.1% غير مؤمنين، هذا حسب بيانات أكتوبر 2019. لا يشارك معظم الإسبانيين مشاركة منتظمة في العبادة الدينية. أظهرت الدراسة نفسها أنه من الإسبانيين الذين يسمون أنفسهم متدينين: 31.9% لم يحضروا قدّاسًا قط، و30% قلّما حضروا قدّاسًا، و16% يحضرون قدّاسًا عدة مرات في السنة، و7.1% مرتين أو ثلاثة في الشهر، و11.5% كل أحد وفي الأعياد الدينية، و2% عدة مرات في الأسبوع.
ومع أن معظم الإسبانيين يعدّون أنفسهم كاثوليكيين، فإن كثيرًا من الأجيال الشابة يهملون المبادئ الأخلاقية للكنيسة في قضايا مثل الجِماع قبل الزواج والميول الجنسية والزواج ومنع الحمل. انخفض عدد الكهنة الأبرشيين من 24,300 في عام 1975 إلى 18,500 في عام 2018، بمتوسط أعمار يبلغ 65.5 سنة. بالمقابل، لم تزل بعض التعابير عن التدين الشعبي مزدهرة، لا سيما المرتبطة بالمهرجانات المحلية.

## مواقف
مع أن الكاثوليكية هي أكبر دين في إسبانيا، فإن معظم الإسبان —ولا سيما الشباب— يختارون ألا يتبعوا تعاليم الكاثوليكية في الأخلاق أو السياسة أو التوجه الجنسي، ولا يحضرون القداديس بانتظام. أما اللادينية، وتشمل اللاأدرية والإلحاد، فتتمتع بمكانة اجتماعية بالاتساق مع العلمنة الأوروبية الغربية العامة.
الحروب الثقافية في إسبانيا مرتبطة بالسياسة ارتباطًا أشد بكثير من ارتباطها بالدين، وتمنع ندرة المواضيع المرتبطة بالدين كالإيمان بالخلق الخاص من استعمال هذه المواضيع في هذه الصراعات. لم تثمر جهود الكنيسة الكاثوليكية وأصحاب العقائد الأخرى أي إثمار معتبر خارج نطاق نفوذهم الأصلي. حسب يوروبامتر الثالث والثمانين (2015)، فإن 3% فقط من الإسبانيين يعدون الدين واحدًا من أهم ثلاث قيم عندهم، وهي النسبة نفسها التي كانت عام 2008، وهي أقل من المتوسط الأوروبي (5%). حسب استبيان يوروبامتر عام 2005:
- أجاب 59% من الإسبانيين بأنهم «يؤمنون بوجود إله».
- أجاب 21% منهم بأنهم «يؤمنون بوجود نوع من الروح أو القوة الحياتية».
- أجاب 18% منهم بأنهم «لا يؤمنون بوجود أي نوع من الروح أو الآلهة أو القوى».

يمكن رؤية الدليل على الانتقال الليبرالي في إسبانيا المعاصرة في الدعم الواسع لتشريع الزواج المثلي في إسبانيا، إذ كان يدعمه 70% من الإسبانيين عام 2004 حسب دراسة أجراها مركز الأبحاث السوسيولوجية. في يونيو 2005 مُرّر قانون وافق عليه 187 ورفضه 147 للسماح بزواج المثليين، وهو ما جعل إسبانيا ثالث دولة في الاتحاد الأوروبي تسمح للشركاء المثليين أن يتزوجوا. هذا التصويت كان مقسومًا بين التوجهين المحافظ والليبرالي، إذ دعم حزب العمال الاشتراكيين الإسباني وأحزاب أخرى يسارية التوجه القانون، ورفضه حزب الشعب اليميني التوجه. ولكن عندما وصل الحزب الشعبي إلى الحكم عام 2011، لم يُلغ القانون ولم يعدله. كثرت أيضًا التغييرات باتجاه قوانين الطلاق لتجعل العملية أسرع وتنهي الحاجة إلى تحديد الطرف المذنب. الإجهاض ومنع الحمل ومنع الحمل الطارئ قانوني ومتاح، بالاتساق مع معايير الاتحاد الأوروبي.

## المسيحية

### الأرثوذكسية الشرقية
ليست إسبانيا دولة أرثوذكسية تقليديًّا، فبعد الانقسام الكبير عام 1054 بقي المسيحيون الإسبان (الذين كانوا يسيطرون على النصف الشمالي من شبه الجزيرة الأيبيرية) على منطقة نفوذهم الكاثوليكية.
بدأت زيادة معتنقي الأرثوذكسية في البلد بعد أوائل العقد الأخير من القرن العشرين، عندما شهدت إسبانيا تدفقًا من العمال المهاجرين من شرق أوروبا. الجنسية الشائعة بين معتنقي الكاثوليكية الإسبان هي الرومانية (نحو 0.7 مليون نسمة)، ثم البلغار والروس والأوكرانيون والملدوفيون وجنسيات أخرى يكملون الرقم إلى مليون.

### البروتستانتية
تنامت البروتستانتية في إسبانيا بفضل الهجرة، ولكنها لم تزل قوة صغيرة بين الإسبانيين الأصليين. تعتبر إسبانيا مقبرة المبشرين البروتستانت (وهو مجاز في عدم نجاحهم) في أوساط البروتستانت الإنجيليين. تدّعي الكنائس البروستانتية أن فيها 1,200,000 عضوًا.

## توجهات أخرى

### اللادينية والإلحاد
اللادينية ظاهرة موجودة في إسبانيا منذ القرن السابع عشر على الأقل. شاع الإلحاد واللاأدرية والروبوبية والفكر الحر نسبيًّا في أواخر القرن التاسع عشر وأوائل القرن العشرين، ولو أن أغلبية المجتمع كانت لا تزال شديدة التدين. اضطهَد أصحاب فرانكو في الحرب الأهلية الإسبانية اللادينيين، أما الجمهوريون فكان الدين مهملًا بينهم بنسبة كبيرة. في فترة الدكتاتورية الفرانكوية (1939-1975) لم يكن يُتساهَل مع اللادينية، حسب العقيدة الكاثوليكية الوطنية للنظام. لم يكن للادينيين أن يكونوا عمّالًا حكوميين أو يعبروا عن آرائهم على الملأ. بعد التحول الديمقراطي الإسباني، رُفعت القيود عن اللادينيين. في العقود الأخيرة تناقص الالتزام الديني تناقصًا حادًّا وتزايد الإلحاد واللاأدرية، فأصبح 14 مليون إنسانًا بلا دين (أي نحو 30.3% من السكان حسب بيانات يناير 2020).

### الدين الشعبي

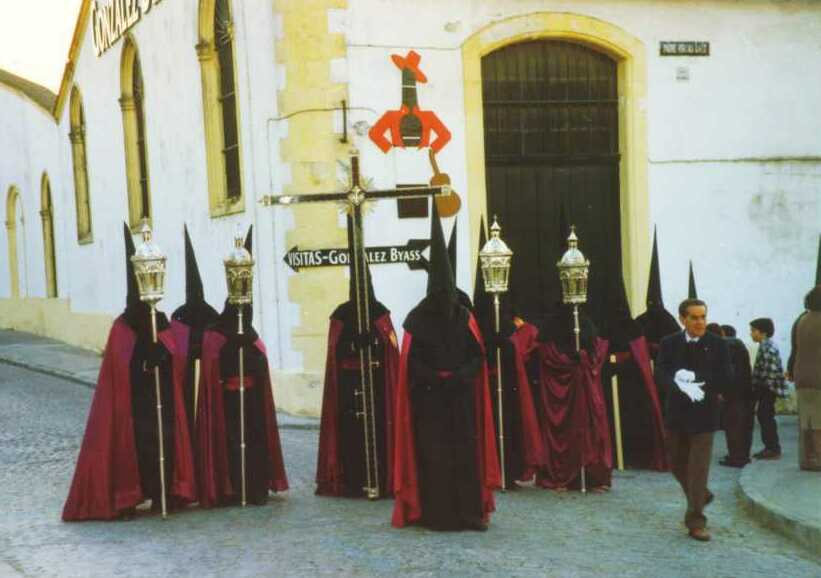
النازارينوس

بالمقابل، لم تزل بعض التعابير عن التدين الشعبي مزدهرة، لا سيما المرتبطة بالمهرجانات المسيحية والقديسين الوطنيين المحليين. من الأمثلة المشهورة في العالم الأسبوع المقدس في إشبيلية والروميريا دي إل روكيو في ولبة ومسرحية الغموض في إلتشه، أما سانفيرمينات بنبلونة وذكرى القديس يوسف النجار في فالنسيا فهي احتفالات فقدت طبيعتها الدينية الأصلية. إن النجاح المستمر لهذه الاحتفالات نتيجة مزيج من العناصر الدينية والثقافية والاجتماعية والاقتصادية منها التدين الحقيقي والتقليد المحلي أو العائلي والاحتفال غير الديني والجمال والمعنى الثقافي والهوية الإقليمية والتقاء الأصدقاء والأقرباء وزيادة المبيعات وتدفق السائحين إلى أكبر الاحتفالات. ليس للحج إلى سانتياغو دي كومبوستيلا شهرة بين الإسبان ولكنه يجذب كثيرًا من الزوار. معظم المدن والبلدات إن لم يكن جميعها تحتفل بقديس وطني، لا يهم مكانته أو شهرته، وتشمل هذه الاحتفالات عادة مواكب وقداديس وأشياء من هذا القبيل، ولكن الاتباع الديني عند المحتفلين متراوح وفي كثير من الأحيان اسمي.
من النزعات عند المؤمنين الإسبانيين أيضًا التوفيق بين المعتقدات، ويسمى عادة الدين حسب الطلب. في هذا الدين، يجمع الناس العقائد الرومانية الكاثوليكية إلى رؤيتهم الكونية وعقائد العصر الجديد الباطنية التي تعتقد بمساعدة الذات أو إلى استعارات فلسفية تعجبهم، وهو ما ينتج عنه روحانية فردية فريدة خفيفة لا تنتمي إلى كنيسة محددة. يصنف هؤلاء الناس أنفسهم كاثوليكيين، ولكنهم لا يأتون الكنيسة إلا للتعميد والجنائز والأعراس وليسوا أتباعًا حقيقيين.